# Commission des droits de l'homme des Nations unies
La Commission des droits de l’homme a été, de 1946 à 2006, le principal organe du Conseil économique et social des Nations unies concernant les droits de l'homme. Elle était composée de 53 membres nommés.
En son sein ont été discutés et adoptés de nombreux instruments des droits de l’homme, comme le Pacte international relatif aux droits économiques, sociaux et culturels, le Pacte international relatif aux droits civils et politiques, ou la Convention relative aux droits de l'enfant.
En raison de la présence en son sein de nombreux pays ne respectant pas les droits de l’homme, et en particulier à cause de l’accession de la Libye à sa présidence en 2003, la commission a été remplacée en 2006 par le Conseil des droits de l'homme des Nations unies.